# Patricius von Prusa
Der heilige Patricius von Bursa (arabisch باتريكيوس أسقف بروسا في بيثينيا, DMG Bātirīkiyūs usquf Brūsā fī Bīṯīniyā) war Bischof der bithynischen Stadt Prusa, des heutigen Bursa in der Türkei. Seine Lebenszeit ist unbekannt. Die seiner Heiligsprechung zugrundeliegende Legende, das Martyrium, wird ausführlich im Martyrologium Romanum dargestellt. Dort wird er unter dem 28. April als Gedenktag angeführt. Die griechischen Menäen verzeichnen den 19. Mai als Gedenktag.
Die Legende sieht seinen Tod im Zusammenhang mit den heißen Heilquellen der Region um Prusa, die bereits in der Antike genutzt wurden. Nachdem ein römischer Prokonsul namens Julius die Quellen aufgesucht, sich erfrischt und den Göttern Aesculap und Salus geopfert haben soll, forderte er Patricius auf, es ihm gleichzutun, was dieser verweigerte. Unter den Ausführungen des Patricius, die seine Weigerung begründeten und vor allem christliche Erörterungen enthielten, findet sich auch eine erstmals von Alexander von Humboldt 1823 in einem Vortrag zitierte Äußerung zu den geothermischen Grundlagen der heißen Quellen, die seither einiges wissenschaftshistorisches Interesse gefunden hat:

„Es befindet sich aber auch … unter der Erde Feuer und Wasser …; das unterhalb nennt man jenes der Abgründe, und von diesem quillt einiges, wie durch Röhren nach oben ergossen, zum Gebrauch des menschlichen Geschlechtes. Dieser Art sind die Thermen, von welchen einige, da sie dem Feuer entfernter liegen, durch die vorsichtige Anordnung Gottes gegen uns, kälter sind, während andere, die demselben näher liegen, heiß fließen …“

Zur Strafe für seine – nach römischen religiösen Empfinden – ketzerischen Ausführungen wurde Patricius in die heißen Quellen gestürzt, überlebte dies aber und wurde schließlich enthauptet. Mit ihm starben die nicht weiter bekannten Märtyrer Acatius, Menander und Polyenus.